# Bredbladig berberis
Bredbladig berberis (Berberis sargentiana) är en berberisväxtart som beskrevs av Camillo Karl Schneider. Bredbladig berberis ingår i släktet berberisar, och familjen berberisväxter. Inga underarter finns listade i Catalogue of Life.